# To nám ještě scházelo!
To nám ještě scházelo! (v originále C'est le bouquet !) je francouzský hraný film z roku 2002, který režírovala Jeanne Labrune podle vlastního scénáře. Snímek měl světovou premiéru ve Francii dne 11. prosince 2002.

## Děj
Film zachycuje osudy různých postav, které spojuje kytice květin, která přechází z ruky do ruky. Mezi těmito postavami je Raphaël, vedoucí pracovník propuštěný ze společnosti kvůli výkyvu nálad vůči svému šéfovi, Catherine, jeho žena, která dostane kytici květin od kamarádky, kterou neviděla 15 let, Édith, kultivovaná a podnikavá kolegyně Raphaëla, Raphaëlovi sousedé, kteří si dělají legraci pokaždé, když se objeví kytice květin, nebo dramatik Robert a jeho přítel Laurent.

## Obsazení
| Sandrine Kiberlainová  | Catherine       |
| Jean-Pierre Darroussin | Raphaël         |
| Dominique Blancová     | Edith           |
| Mathieu Amalric        | Stéphane        |
| Jean-Claude Brialy     | Robert Fresnel  |
| Maurice Bénichou       | Antoine         |
| Hélène Lapiower        | Alice           |
| Dominique Besnehard    | Laurent         |
| Richard Debuisne       | Emmanuel Kirsch |
| Gisèle Casadesus       | žena            |
| Didier Bezace          | ředitel divadla |
| László Szabó           | hlídač          |
| Judith Cahen           | asistentka      |
| Lise Lamétrie          | uklízečka       |

## Ocenění
- César: nominace na nejlepší herečku ve vedlejší roli (Dominique Blancová)